# 小田切康彦
小田切 康彦（おたぎり やすひこ、1945年〈昭和20年〉4月23日 - ）は、日本の政治家、実業家。
長野県宮田村長（3期）、宮田村副村長、ルビコン常務執行役員、ルビコン電子専務取締役、秋田ルビコン専務取締役、韓国信英取締役副社長などを歴任。

## 来歴
長野県上伊那郡宮田村大久保区出身。長野県伊那北高等学校を経て、1968年（昭和43年）3月、日本大学法学部法律学科を卒業。同年4月、窪田建設株式会社に入社。翌1969年（昭和44年）10月にルビコン株式会社に入社。ルビコン入社後、ルビコン総務部長、韓国信英取締役副社長、秋田ルビコン専務取締役、ルビコン電子専務取締役、ルビコン常務執行役員などを歴任。この他、宮田村消防団第3分団第2部部長、宮田村氏子総代会会長、宮田村大久保区長を務めた。
2012年（平成24年）3月13日、宮田村議会本会議で副村長に選出され、同年4月1日、宮田村副村長に就任。副村長として9S活動を推進した。
2013年（平成25年）7月21日、同日告示の宮田村長選挙に出馬し、元長野県議会議員の小原勇を破り、初当選。
※当日有権者数：7,057人 最終投票率：76.69%（前回比： 17.45pts）
| 候補者名   | 年齢 | 所属党派 | 新旧別 | 得票数  | 得票率 | 推薦・支持 |
| ---------- | ---- | -------- | ------ | ------- | ------ | ---------- |
| 小田切康彦 | 68   | 無所属   | 新     | 3,558票 | 66.7%  |            |
| 小原勇     | 64   | 無所属   | 新     | 1,780票 | 33.3%  |            |

2017年（平成29年）3月の宮田村議会定例会で再選への意欲を示し、その中で子育て支援などの公約を掲げた。同年6月27日、同日に告示された自身の任期満了に伴う宮田村長選挙で、小田切以外に立候補の届け出がなかったため無投票で再選。
2021年（令和3年）7月7日、同日に告示された自身の任期満了に伴う宮田村長選挙で、小田切以外に立候補の届け出がなかったため無投票で再選。当選報告会では移住促進による人口減少対策、消防団員確保支援による防災態勢の整備等に意欲を示した。
2024年（令和6年）12月12日、複数の役場職員に対して「民間企業に比べると、公務員は視野が狭くてダメだ」などと強い口調で発言した問題で、これらの発言がパワーハラスメントにあたる可能性があるとして、宮田村議会の天野早人議長（当時）に辞職願を提出し、受理された。辞表提出後に開いた記者会見では「部下の信頼がなければ組織を率いていけないとの信条に反するため」と説明し、政治活動からの引退も表明した。翌2025年1月1日付で辞職した。その後、村が小田切によるパワハラ問題に関し顧問弁護士を通じて実態調査を依頼し、2025年2月17日に開かれた宮田村議会の全員協議会で調査結果が報告された。その結果、全職員271人の約6割にあたる166人が回答し、そのうちの1割余りの職員が小田切から感情的な叱責を受けた若しくはそれを見聞きしたことがあると回答した。この結果を踏まえ、天野早人村長が会見を開き、「これだけの調査結果が出たのであれば前村長によるパワハラがあったと認定せざるを得ない。どのような防止策を講じるべきかなどについて専門家に諮問していきたい」と述べ、再発防止に取り組む考えを示した。

## 村政

### 子育て支援
2017年（平成29年）2月、宮田村は第2子以降の保育料無料化や村内に転入し、家を新築・購入した子育て世帯に対する奨励金贈与、高校受験を控えた中学校3年生に対するインフルエンザ予防接種費用の補助事業などを盛り込んだ子育て支援策を翌年度から実施する方針を固め、小田切は定住化促進に繋がる子育て支援に意欲を示した。

### ワイン
小田切は中央アルプス山ぶどうの里づくり推進会議の会長を務めており、2019年（令和元年）には村産ブドウであるヤマソービニオンを使用した発泡酒「ヤマソーホップ」が開発され、JA上伊那宮田支所で開かれた発表会で小田切が「ヤマソーホップ」の宣伝を呼びかけた。